# Lägerbordeller i tyska koncentrationsläger

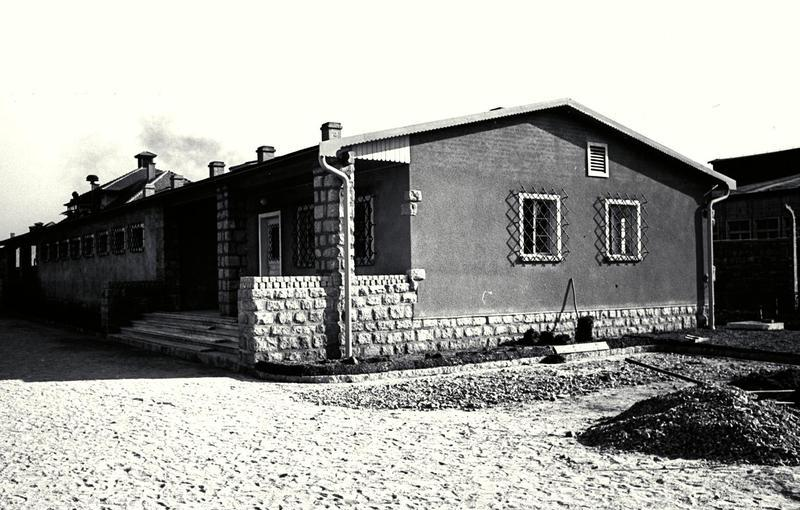
Bordellen i koncentrationslägret Gusen

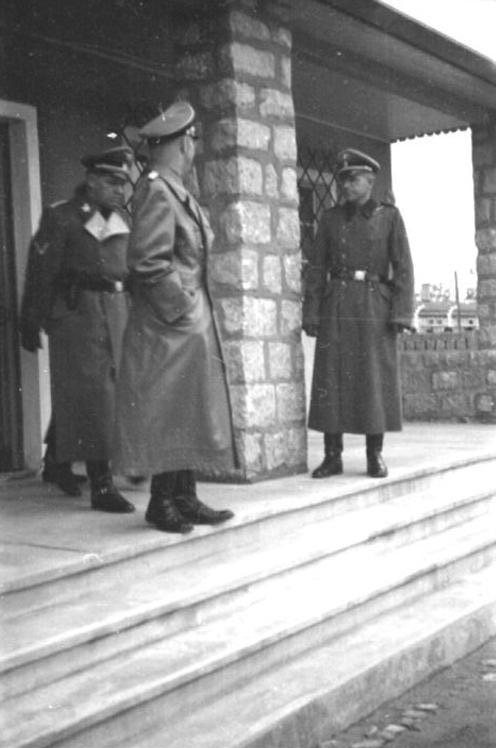
Heinrich Himmler inspekterar bordellen i koncentrationslägret i Gusen.

Lägerbordeller för fångar inrättades i tio tyska koncentrationsläger mellan 1942 och 1945. Bordellerna inrättades efter ett förslag från lägersystemets högste chef Reichsführer-SS Heinrich Himmler. Syftet var att sporra lägerfångarna till att arbeta hårdare. De kvinnliga lägerfångar som tvingades till sexarbete i bordellerna kom framför allt från kvinnolägret Ravensbrück.
Tillsammans med de tyska militärbordellerna under andra världskriget har det uppskattats att minst 34 100 kvinnliga fångar tvingades att arbeta som prostituerade under Tredje riket.
Existensen av lägerbordellerna och det kvinnliga tvångsarbetet har tystats ned och förtigits av både manliga och kvinnliga överlevande, av historiker och av minnesmuseer. Först under 2000-talet har denna hantering inom SS:s lägersystem uppmärksammats av forskare och börjat inkluderas i lägrens historia.

## Historik
I mars 1942 sänder Reichsführer-SS  Heinrich Himmler ett brev till chefen för SS:s Ekonomi- och administrationshuvudbyrå WVHA, Oswald Pohl, där han föreslår att man inrättar lägerbordeller för att öka fångarnas arbetsprestation. Bordellbesök skulle erbjudas flitiga och duktigt arbetande fångar samt sporra andra till att arbeta hårdare. Denna "bonus" erbjöds dock inte alla slavarbetare, bland annat inte judar. 
De första bordellerna anlades i Mauthausen och Gusen 1942. Året därpå inrättades bordeller i  Auschwitz-Stammlager, Auschwitz-Monowitz och Buchenwald. 1944 öppnades bordeller i Sachsenhausen, Flossenbürg, Neuengamme och Dachau. I början av 1945 upprättades den sista bordellen, i Dora-Mittelbau. Detta skedde under andra världskrigets sista år då SS hyrde ut koncentrationslägerfångar som slavarbetskraft till den allt mer krävande tyska krigsindustrin.
Kvinnorna i dessa bordeller, mellan 300 och 400 totalt, kom huvudsakligen från Ravensbrück. I lägret i Auschwitz användes dock de egna fångarna.

## Andra SS-bordeller
Inom koncentrationslägersystemet drev SS även en annan typ av bordeller. Det var bordeller speciellt för den ukrainska vaktpersonal som arbetade under SS:s kommando. En sådan bordell fanns bland annat i Buchenwald.
Det finns ingen forskning som visar att det inom lägersystemet inrättades bordeller speciellt för SS-soldater. De använde inte heller de lägerbordeller som fanns för fångar, de gick till bordeller i närliggande byar och städer. I de områden som tyskarna ockuperat inrättade SS militärbordeller särskilt för sina officerare och soldater. Dessa bordeller låg inte i lägren.